# 정나라

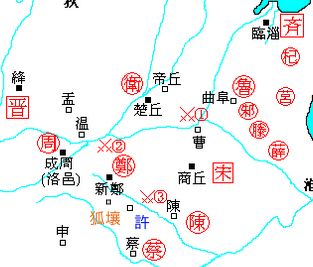
춘추시대의 정나라

정나라(鄭國, 기원전 806년 ~ 기원전 375년)는 서주 왕조와 춘추 시대에 걸친 주나라의 제후국 중 하나이다. 작위는 백작이었으며, 공실의 성씨는 희(姬)성으로 동성 제후국에 속했다. 한나라(韓)에 의해 기원전 375년에 멸망했다.

## 역사
정나라는 기원전 806년, 주 여왕의 아들이자 주 선왕의 동생인 정 환공 우(友)가 서주의 기내에 있는 정(鄭, 현재의 섬서성 화현 서북쪽) 땅에 봉해짐으로써 세워졌다. 주 유왕의 정사가 어지러워지자 화를 피해 동쪽으로 옮겨 동괵(東虢)과 회(檜, 鄶)나라에서 열 읍을 받아 새로 나라를 세웠다. 환공은 서주 시대의 마지막 왕인 주 유왕의 숙부였으며 주 평왕의 종조부였으므로, 서주 말기와 춘추 시대 초기에 정나라와 주 왕실은 매우 긴밀한 관계를 유지하였다. 정 환공은 주 유왕의 사도로 봉직했으며, 그 후임인 정 무공과 정 장공도 주 평왕과 주 환왕의 경사(卿士)로써 봉직했다. 또한 오랜 세월이 지나 왕실과 혈연관계가 멀어진 다른 동성 제후국과 달리 왕실에 대한 충성도가 높았으며, 왕실 근처에 자리잡고 있어 왕실을 대신해 태산에 제사를 지내기도 했다. 이러한 주 왕실과의 관계로 인해 춘추 시대 초기에 정나라는 국가간 외교에서 중요한 위치를 차지했다.
그러나 주 평왕 4년에 정 무공이 같은 동성 제후국인 동괵을 멸망시키고 이름을 신정(지금의 허난성)으로 바꾸어 수도로 삼고, 주 평왕의 뒤를 이어 주 환왕이 즉위함으로써, 주 왕실과 정나라의 관계는 틀어졌다. 주 환왕은 오랫동안 왕실에 봉사하면서 동주 왕실의 핵심 세력이 된 정나라 공실을 탐탁지 않게 여겼고, 그 반대급부로 다른 동성 제후인 괵나라를 중용했다.
이러한 왕실의 세력 변화로 인해 주 왕실에서 정나라의 세력이 약화되자 정 장공은 주 왕실의 권위를 무시하고 노나라와 상대방의 봉토 안에 있는 각자의 제사용 봉토를 교환했으며, 이에 분노한 주 환왕은 정나라의 영토 일부를 몰수하고 주변 제후국인 진(陳)나라, 채나라, 위(衛)나라의 군사를 소집해 정나라를 공격했다. 그러나 정 장공의 반격으로 주 왕실과 그 연합군은 패배했으며, 주 환왕이 팔에 화살을 맞아 부상당하는 지경에 이르렀다. 이 사건으로 인해 동주 왕실의 힘은 결정적으로 약화되었으며, 환왕이 정 장공에게 패배한 시기 근처가 바로 춘추 시대가 시작하는 때이다.
정 장공이 죽은 후에는 정 소공, 정 여공 및 다른 공자들의 공위 다툼으로 인해 국력이 급속히 약화되었으며, 주변 강국인 진 (晉), 초, 제의 사이에 끼어 제대로 된 힘을 발휘하지 못했다. 그러나 기원전 607년 진(晉), 진(陳), 위, 송의 연합군을 격파하고, 정 간공(鄭簡公) 시기에 자산을 등용하여 법 체계를 정비하는 등 일정 이상의 국력을 유지했다.
전국시대 초기부터 한나라와 지속적으로 전쟁을 벌였고, 내란이 일어난 틈을 탄 한나라의 공격을 받아 기원전 375년에 멸망했다.

## 역대 군주
| 대수 | 시호       | 휘                     | 재위                        | 비고                            |
| ---- | ---------- | ---------------------- | --------------------------- | ------------------------------- |
| 1    | 환공(桓公) | 우(友)                 | 기원전 806년 ~ 기원전 771년 |                                 |
| 2    | 무공(武公) | 굴돌(掘突)             | 기원전 770년 ~ 기원전 744년 |                                 |
| 3    | 장공(莊公) | 오생(寤生)             | 기원전 743년 ~ 기원전 701년 | '준패자'라는 의견도 존재.       |
| 4    | 소공(昭公) | 홀(忽)                 | 기원전 701년                |                                 |
| 5    | 여공(厲公) | 돌(突)                 | 기원전 700년 ~ 기원전 697년 |                                 |
| 복위 | 소공(昭公) | 홀(忽)                 | 기원전 696년 ~ 기원전 695년 | 여공이 채나라로 망명한 후 복위  |
| 6    |            | 미(亹)                 | 기원전 694년                |                                 |
| 7    |            | 영(嬰)                 | 기원전 693년 ~ 기원전 680년 |                                 |
| 복위 | 여공(厲公) | 돌(突)                 | 기원전 679년 ~ 기원전 673년 | 영 시해 후 복위                 |
| 8    | 문공(文公) | 첩(踕)                 | 기원전 672년 ~ 기원전 628년 |                                 |
| 9    | 목공(穆公) | 란(蘭)                 | 기원전 627년 ~ 기원전 606년 |                                 |
| 10   | 영공(靈公) | 이(夷)                 | 기원전 605년                |                                 |
| 11   | 양공(襄公) | 견(堅)                 | 기원전 605년 ~ 기원전 587년 |                                 |
| 12   | 도공(悼公) | 비(費)                 | 기원전 586년 ~ 기원전 585년 |                                 |
| 13   | 성공(成公) | 곤(睔)                 | 기원전 585년 ~ 기원전 582년 |                                 |
| 14   |            | 수(繻)                 | 기원전 581년                | 성공이 진나라에 구금된 후 추대  |
| 임시 |            | 곤완(髡頑)             | 기원전 581년                | 신료들이 수 시해 후 임시로 추대 |
| 복위 | 성공(成公) | 곤(睔)                 | 기원전 581년 ~ 기원전 571년 | 귀국 후 곤완을 대신하여 복위    |
| 15   | 희공(僖公) | 곤완(髡頑) 또는 운(惲) | 기원전 570년 ~ 기원전 566년 |                                 |
| 16   | 간공(簡公) | 가(嘉)                 | 기원전 565년 ~ 기원전 530년 |                                 |
| 17   | 정공(定公) | 영(寧)                 | 기원전 529년 ~ 기원전 514년 |                                 |
| 18   | 헌공(獻公) | 채(蠆)                 | 기원전 513년 ~ 기원전 502년 |                                 |
| 19   | 성공(聲公) | 승(勝)                 | 기원전 501년 ~ 기원전 464년 |                                 |
| 20   | 애공(哀公) | 역(易)                 | 기원전 463년 ~ 기원전 455년 |                                 |
| 21   | 공공(共公) | 축(丑)                 | 기원전 454년 ~ 기원전 429년 |                                 |
| 22   | 유공(幽公) | 이(已)                 | 기원전 428년                |                                 |
| 23   | 수공(繻公) | 태(駘)                 | 기원전 427년 ~ 기원전 396년 |                                 |
| 24   | 강공(康公) | 을(乙)                 | 기원전 395년 ~ 기원전 375년 |                                 |

## 참고 문헌
- 사기(史記), 권(卷)42, 정세가(鄭世家)
- 춘추(春秋), 시건어은공원년(始見於隱公元年)